# 约舒亚·布卢姆
约舒亚·布卢姆（德語：Joshua Bluhm，1994年9月11日—），德国男子雪车运动员。他曾代表德国参加国际雪车联合会世界锦标赛，获得一枚金牌、二枚银牌和二枚铜牌。他也曾参加2014年冬季奥运会。